# Caparaó (ort)
Caparaó är en ort i Brasilien.   Den ligger i kommunen Caparaó och delstaten Minas Gerais, i den sydöstra delen av landet, 800 km sydost om huvudstaden Brasília. Caparaó ligger 851 meter över havet och antalet invånare är 5 209.
Terrängen runt Caparaó är kuperad åt sydväst, men åt nordost är den bergig.Närmaste större samhälle är Manhumirim, 19,2 km norr om Caparaó.
Omgivningarna runt Caparaó är huvudsakligen savann. Runt Caparaó är det ganska glesbefolkat, med 31 invånare per kvadratkilometer.